# Irene Rice Pereira
Irene Rice Pereira (Chelsea, 5 de agosto de 1902-Marbella, 11 de enero de 1971) fue una artista abstracta, poeta y filósofa estadounidense, quien tuvo un rol importante en el desarrollo del arte moderno en Estados Unidos. Es conocida por sus trabajos en la abstracción geométrica, el expresionismo abstracto y la abstracción lírica y por su uso de los principios de la Bauhaus. Las pinturas y los escritos de Pereira estuvieron influenciados por las corrientes intelectuales del siglo XX.

## Inicios
Irene Rice nació el 5 de agosto de 1902 en Chelsea, Massachusetts, un suburbio de Boston. Después de la muerte de su padre en 1918, ella y su familia se mudaron a Brooklyn, Nueva York. En 1922 empezó a trabajar como taquígrafa en la oficina de un contador para ayudar a mantener a su familia.
Asistió brevemente a cursos de diseño de moda en la Escuela de Moda Traphagen y cursos nocturnos de literatura en la Universidad de Nueva York. Luego comenzó a tomar clases de arte nocturnas en la Escuela Secundaria Washington Irving de Manhattan.
En 1927, se inscribió en clases nocturnas de arte en la Art Students League en la ciudad de Nueva York. Entre sus instructores en la Art Students League estaban Jan Matulka y Richard Lahey. En su clase de 1929, Matulka le dio a Pereira su primera aproximación a los principios artísticos de la vanguardia europea que darían forma a su obra; más notablemente los de la Bauhaus , el cubismo y el constructivismo. En 1931, viajó a Europa y África del Norte para continuar sus estudios de pintura, asistiendo a sesiones en la Académie Moderne y estudiando con Amédée Ozenfant en París. También pasó un tiempo en Suiza e Italia.

## Laboratorio de diseño
En 1935, Pereira ayudó a fundar el Laboratorio de Diseño, una escuela cooperativa de diseño industrial establecida bajo los auspicios de la Administración de Progreso de Obras. El plan de estudios del Laboratorio de Diseño era similar al de la Bauhaus Continuó enseñando en el Laboratorio de Diseño cuando perdió el apoyo financiero de Works Progress Administration el 27 de junio de 1937. El 1 de julio de 1937, el Laboratorio de Diseño pasó a formar parte de la Escuela FAECT, ubicada en 114 E. 16th St de Nueva York. Cuando se reanudaron las clases el 27 de septiembre de 1937, la escuela se conocía como la Escuela Laboratorio de Diseño Industrial. Renunció a su cargo en octubre de 1939.

## Estilo
Pereira estuvo interesada en explorar la función del artista en la sociedad. Creó "pinturas máquina" que incorporaban imágenes de componentes tecnológicos, incluyendo ventiladores de barco, generadores y embudos, así como bisagras, palancas y marchas. Boat Composite de 1932, exhibida en el Museo Whitney de Arte Estadounidense, es un ejemplo de sus "pinturas de máquina".
Pereira empezó a explorar la abstracción en la década de 1930 y su trabajo empezó a incluir menos referencias a máquinas. Se volvió conocida por las pinturas geométricas y rectilíneas que creó durante este periodo. Abstracción de 1940, que se encuentra en la colección del Museo de Arte de Honolulu, demuestra su aproximación a la abstracción geométrica. 
En 1943, participó en The Exhibition by 31 Women que se realizó en la galería de arte de Peggy Guggenheim el Art of this Century en Nueva York.
Durante la última parte de su carrera, Pereira rechazó el expresionismo abstracto y tuvo dificultades con los galeristas y directores de museos. Creía que el arte y la literatura estaban siendo absorbidos por "un caótico vacío de inconsciencia". Finalmente, dejó Nueva York de forma permanente y se mudó a España. Murió de enfisema el 11 de enero de 1971 en Marbella, España.  

## Escritos
Pereira trabajó como escritora, pero no llegó a obtener el mismo reconocimiento que como pintora. Publicó su primer artículo en 1944, titulado Un Pintor abstracto en arte abstracto. También escribió poesía y, en 1968, recibió un Honorary Poet Laureate de la United Poets' Laureate International, con sede en Filipinas.

## Colecciones
Pereira pintó durante toda su vida. Sus pinturas obtuvieron reconocimiento por primera vez a principios de la década de 1930, cuando expuso en la American Contemporary Art Gallery y el Museo Whitney de Arte Estadounidense en Nueva York. Con la exhibición en el Museo Whitney, se convirtió en una de las primeras mujeres (junto con Loren MacIver y Georgia O'Keeffe) en recibir una retrospectiva en un importante museo de Nueva York.
 A fines de la década de 1930, comenzó a alejarse del trabajo realista hacia la abstracción y experimentó con la pintura sobre vidrio en capas. En 1943, fue incluida en la muestra de Peggy Guggenheim Exposición de 31 mujeres celebrada en la galería Art of This Century en Nueva York. En 1946, Pereira fue incluida en la exposición del Museo de Arte Moderno: Catorce estadounidenses. 
El Museo de Arte de Boca Ratón, el Museo Brooklyn, el Museo Hirshhorn y Jardín de Esculturas, el Museo de Arte de Honolulu, la Galería Nacional de Arte (Washington D. C.), la Colección Phillips (Washington D. C.), el Museo Smithsoniano de Arte americano, el Museo de Arte Stanley de la Universidad de Iowa, el Museo de Arte de Baltimore (Baltimore, Maryland), el Museo Metropolitano de Arte de Nueva York, el MoMA (Museo de Arte Moderno) (Nueva York), el Museo de Arte de Dallas (Dallas, Texas), y el Museo Whitney de Arte Estadounidense (Nueva York) son, entre otras, algunas de las colecciones públicas que conservan sus obras.

## Obras de arte
- (1932) Boat Composite. Museo Whitney de Arte Estadounidense
- (1932) Untitled (Boats at Cape Cod). Museo Smithsoniano de Arte Americano
- (1936) Sketch for Machine Composition #2. Museo Smithsoniano de Arte Americano
- (1937) Machine Composition #2. Museo Smithsoniano de Arte Americano
- (c.1938) Abstract Composition Museo Whitney de Arte Estadounidense
- (c.1938) Abstract Composition(II). Museo Whitney de Arte Estadounidense
- (1939) White Rectangles, Number 3. Museo Whitney de Arte Estadounidense
- (1939-1940) Red Form. Museo de Arte de Baltimore
- (1940) Abstraction. Museo de Arte de Honolulu
- (1940) Shadows with Painting. MoMA
- (1940) Three White Squares. Colección privada
- (c.1940) Untitled (Two Triangles). Museo de Arte de Filadelfia
- (1941) White Lines. Museo Metropolitano de Arte
- (1942) Red, Yellow, and Blue. Museo de Arte de Baltimore
- (1942) White Lines. MoMA
- (1944) Green Depth. Museo Metropolitano de Arte
- (1945) Rose Planes. Centro de Arte Walker
- (1945) Quadrangles in Two Planes. Instituto de Arte de Chicago
- (1946) Transfluent Lines. Galería Nacional de Arte
- (1946) Transversion. Colección Phillips
- (1948) Composition. Centro de Arte Walker
- (1948) Oblique Progression. Museo Whitney de Arte Estadounidense
- (1949) Vacillating Progression. Munson-Williams-Proctor Art Institute
- (1950) Bright Depths. Hirshhorn Museum and Sculpture Garden
- (1950) Green Mass. Galería Nacional de Arte
- (1951) You. Museo Whitney de Arte Estadounidense
- (1951) Evaporating Night. Museo de Arte de Dallas
- (1951) Two Becomes One Hirshhorn Museum and Sculpture Garden
- (1952) Shooting Stars. Museo Metropolitano de Arte
- (1952) Daybreak. Museo Metropolitano de Arte
- (1952) Somewhere Today. Museo Brooklyn
- (1953) Zenith. Galería Nacional de Arte
- (1953) Mecca. Museo Smithsoniano de Arte Americano
- (1953) Roselit Day. Museo Smithsoniano de Arte Americano
- (1954) Threshold of Eternity Hirshhorn Museum and Sculpture Garden
- (1954) Heart of Light. Museo Whitney de Arte Estadounidense
- (1955) Landscape of the Absolute. Museo Whitney de Arte Estadounidense
- (1959) Efflorescence Of Space Hirshhorn Museum and Sculpture Garden
- (1960) Omega. Museo de Arte de Baltimore
- (1961) The Celestial Gate Sways on the Ringing Swells. Museo Smithsoniano de Arte Americano
- (1964) Light Extending Itself. Museo Brooklyn
- (No Date) Heart of Flame. Museo Smithsoniano de Arte Americano
- Plates from The Lapis, 1954. Libro disponible en diversas instituciones.
- (1954) Version No 2, 12/25/54, Image from Dream, 11/29/54. Galería Nacional de Arte
- (1954) II. The Lapis in a Vertical Position, Man - God, Soul - Spirit. Galería Nacional de Arte
- (1954) III. Vertical View of the Lapis from Above, Mediaeval Image of the World-View. Galería Nacional de Arte
- (1954) IV. Renaissance Image of the World-View. Galería Nacional de Arte
- (1954) V. The Image in Perspective. Galería Nacional de Arte

## Vida personal
El primer marido de Pereira fue el artista comercial Humberto Pereira, un pintor con quien se casó en 1929. Se divorciaron en 1938 y, en 1941, se casó con George Wellington Brown, un arquitecto naval quién compartió su interés en aplicar materiales nuevos al arte. Tras divorciarse de su segundo marido, se casó con el poeta irlandés George Reavey en 1950, de quien se divorció en 1959.[cita requerida]